# Klęcz
Klęcz [klɛnt͡ʂ] es un pueblo ubicado en el distrito administrativo de Gmina Widawa, dentro del Distrito de Łask, Voivodato de Łódź, en Polonia central. Se encuentra aproximadamente a 9 kilómetros al sureste de Widawa, a 25 kilómetros al sur de Łask, y a 56 kilómetros al suroeste de la capital regional Lodz.